# Еллен Баркін
Еллен Баркін (англ. Ellen Barkin; 16 квітня 1954) — американська акторка театру, кіно та телебачення, телепродюсерка. Лауреатка премій Еммі, Тоні та Супутник.

## Біографія
Народилася 16 квітня 1954 року в Бронксі у єврейській родині середнього класу. Батько Сол Баркін — продавець хімічних препаратів, мати Евелін Розін — адміністраторка госпіталю. Навчалася в нью-йоркській школі виконавських мистецтв, потім в Хантерському коледжі, де здобула ступінь з історії та драми. Хотіла стати викладачкою історії Стародавнього світу, але продовжила вивчати акторську майстерність в Акторській студії.

## Кар'єра
Еллен Баркін довелося протягом 7 років ходити на акторські курси, поки не пройшла перше вдале прослуховування. Грала в нью-йоркських театрах у таких п'єсах, як «Shout Across the River» (1979), «Extremities» (1983), «Fool for Love» (1984), «Eden Court» (1985). Одночасно знімалася в епізодичних ролях у фільмах. У 1982 році Баркін отримала роль у фільмі Баррі Левінсона «Забігайлівка». Також відома ролями у таких фільмах, як «Великий кайф» (1986), «Сієста» (1987), «Море кохання» (1989), «Красунчик Джонні» (1989), «Підміна» (1991), «Час скажених псів» (1996), «Милосердя» (2000), «Флірт зі звіром» (2001), «Вона ненавидить мене» (2004).

## Особисте життя
18 вересня 1988 року одружилася з актором Гебріелом Бірном. У 1989 народила сина Джека, у 1992 дочку Ромі Маріон. З 1993 року жила окремо від чоловіка, а в 1999 році офіційно розлучилася. 
28 червня 2000 року одружилася з Рональдом О. Перельманом, мільярдером і власником компанії Revlon company. 14 лютого 2006 року розлучилася.

## Фільмографія

### Акторка
| Рік       |    | Українська назва                     | Оригінальна назва                                          | Роль                 |
| --------- | -- | ------------------------------------ | ---------------------------------------------------------- | -------------------- |
| 1978      | ф  | Укуренні                             | Up in Smoke                                                | грає на гітарі       |
| 1981      | тф |                                      | Kent State                                                 | студентка            |
| 1981      | тф |                                      | We're Fighting Back                                        | Кріс Каролетті       |
| 1982      | тф | Пароль                               | Parole                                                     | Донна                |
| 1982      | ф  | Забігайлівка                         | Diner                                                      | Бет Шрейбер          |
| 1983      | ф  | Ніжне милосердя                      | Tender Mercies                                             | Сью Енн              |
| 1983      | ф  | Деніел                               | Daniel                                                     | Філліс Айзексон      |
| 1983      | ф  | Незвичайні зміни в останню хвилину   | Enormous Changes at the Last Minute                        | Вірджинія            |
| 1983      | ф  | Едді і «Мандрівники»                 | Eddie and the Cruisers                                     | Меггі Фоулі          |
| 1984      | ф  | Гаррі та син                         | Harry & Son                                                | Кеті Віловські       |
| 1984      | ф  | Пригоди Бакару Банзая у 8-му вимірі  | The Adventures of Buckaroo Banzai Across the 8th Dimension | Пенні Прайдді        |
| 1984      | тф | Грозний Джо Моран                    | Terrible Joe Moran                                         | Ронні                |
| 1984      | тф | Принцеса, яка ніколи не сміялася     | The Princess Who Had Never Laughed                         | принцеса Генрієтта   |
| 1985      | ф  | Останній вибір                       | Terminal Choice                                            | Мері О'Коннор        |
| 1986      | ф  | Квітка пустелі                       | Desert Bloom                                               | тітка Старр          |
| 1986      | ф  | Поза законом                         | Down by Law                                                | Лоретт               |
| 1986      | тф | Закон відплати                       | Act of Vengeance                                           | Аннетт Гіллі         |
| 1986      | с  | Театр чарівних історій               | Faerie Tale Theatre                                        | принцеса Генрієтта   |
| 1986      | ф  | Великий кайф                         | The Big Easy                                               | Енн Осборн           |
| 1987      | ф  | Зроблено в раю                       | Made in Heaven                                             | Люсіль               |
| 1987      | ф  | Сієста                               | Siesta                                                     | Клейр                |
| 1988      | тф | Криваві гроші                        | Clinton and Nadine                                         | Надін Пауерс         |
| 1989      | ф  | Красунчик Джонні                     | Johnny Handsome                                            | Санні Бойд           |
| 1989      | ф  | Море кохання                         | Sea of Love                                                | Гелен Краджер        |
| 1991      | ф  | Кара небесна                         | Switch                                                     | Аманда Брукс         |
| 1992      | ф  | Мак                                  | Mac                                                        | Оона Голдфар         |
| 1992      | ф  | Чоловічі клопоти                     | Man Trouble                                                | Джоан Спруанс        |
| 1992      | ф  | На захід                             | Into the West                                              | Кетлін               |
| 1993      | ф  | Життя цього хлопця. Правдива історія | This Boy's Life                                            | Керолайн             |
| 1995      | ф  | Погана компанія                      | Bad Company                                                | Маргарет Веллс       |
| 1995      | ф  | Дикий Білл                           | Wild Bill                                                  | Джейн                |
| 1996      | ф  | Фанат                                | The Fan                                                    | Джевел Стерн         |
| 1996      | ф  | Час скажених псів                    | Mad Dog Time                                               | Рита Еверлі          |
| 1997      | тф | Розбиті серця                        | Before Women Had Wings                                     | Глорі Мері Джексон   |
| 1998      | ф  | Страх і огида в Лас-Вегасі           | Fear and Loathing in Las Vegas                             | офіціантка           |
| 1999      | ф  | Вбивча краса                         | Drop Dead Gorgeous                                         | Аннетт Аткінс        |
| 1999      | ф  | Хлопець з Білої річки                | The White River Kid                                        | Єва Нелл ла Фангрой  |
| 2000      | ф  | Злочин і кара по-американськи        | Crime + Punishment in Suburbia                             | Меггі Сколнік        |
| 2000      | ф  | Милосердя                            | Mercy                                                      | детектив Кеті Палмер |
| 2001      | ф  | Флірт зі звіром                      | Someone Like You...                                        | Даян Робертс         |
| 2001      | мс | Цар гори                             | King of the Hill                                           | Ленор                |
| 2004      | тф | Особистий огляд                      | Strip Search                                               | (сцени видалені)     |
| 2004      | ф  | Вона ненавидить мене                 | She Hate Me                                                | Марго Чедвік         |
| 2004      | ф  | Перевертні                           | Palindromes                                                | Джойс Віктор         |
| 2005      | ф  | Довірся чоловікові                   | Trust the Man                                              | Нора                 |
| 2007      | ф  | Тринадцять друзів Оушена             | Ocean's Thirteen                                           | Ебігейл Спондер      |
| 2009      | ф  | Бруклінські копи                     | Brooklyn's Finest                                          | агент Сміт           |
| 2009      | ф  | Сльози щастя                         | Happy Tears                                                | Шеллі                |
| 2010      | ф  | Дванадцять                           | Twelve                                                     | мати Джессіки        |
| 2010      | ф  | Хамелеон                             | The Chameleon                                              | Кімберлі Міллер      |
| 2010      | ф  | Лайновий рік                         | Shit Year                                                  | Коллін Вест          |
| 2010      | ф  | Пекельний ендшпіль                   | Rogues Gallery                                             | Імператриця          |
| 2011      | тф | Світ Менна                           | A Mann's World                                             | Джулі                |
| 2011      | ф  | Родичі                               | Another Happy Day                                          | Лінн                 |
| 2013      | ф  | Дуже хороші дівчатка                 | Very Good Girls                                            | Норм                 |
| 2012      | с  | Американська сімейка                 | Modern Family                                              | Мітці Рот            |
| 2012—2013 | с  | Нова норма                           | The New Normal                                             | Джейн Форрест        |
| 2014      | с  | Нічне шоу з Джиммі Феллоном          | The Tonight Show Starring Jimmy Fallon                     | дружина Джиммі       |
| 2014      | ф  | Швець                                | The Cobbler                                                | Елейн Грінаволт      |
| 2015      | с  | Типу щастя                           | Happyish                                                   | Дані Кіршенблум      |
| 2015      | с  |                                      | Hollywood Mom                                              | Айві Грін            |
| 2015      | тф |                                      | Animal Kingdom                                             | Смурф                |
| 2021      | ф  | Дати дуба в окрузі Юба               | Breaking News in Yuba County                               | Деббі                |
| 2022      | ф  | Людина з Торонто                     | The Man from Toronto                                       |                      |
| 2023      | ф  | Родичі поза законом                  | англ. The Out-Laws                                         | Ліллі Макдермотт     |

### Продюсерка
| Рік  |   | Українська назва   | Оригінальна назва | Роль                |
| ---- | - | ------------------ | ----------------- | ------------------- |
| 2010 | ф | Лайновий рік       | Shit Year         | виконавчий продюсер |
| 2010 | ф | Листи до Джульєтти | Letters to Juliet | продюсер            |
| 2011 | ф | Родичі             | Another Happy Day | продюсер            |